# Kurtis Kraft
Kurtis Kraft fue un diseñador y constructor de coches de carreras estadounidense. La empresa fabricaba coches enanos, midget, deportivos, de velocidad, Bonneville y campeonatos de la USAC. Fue fundada por Frank Kurtis cuando construyó su propio chasis de automóvil enano a fines de la década de 1930. 

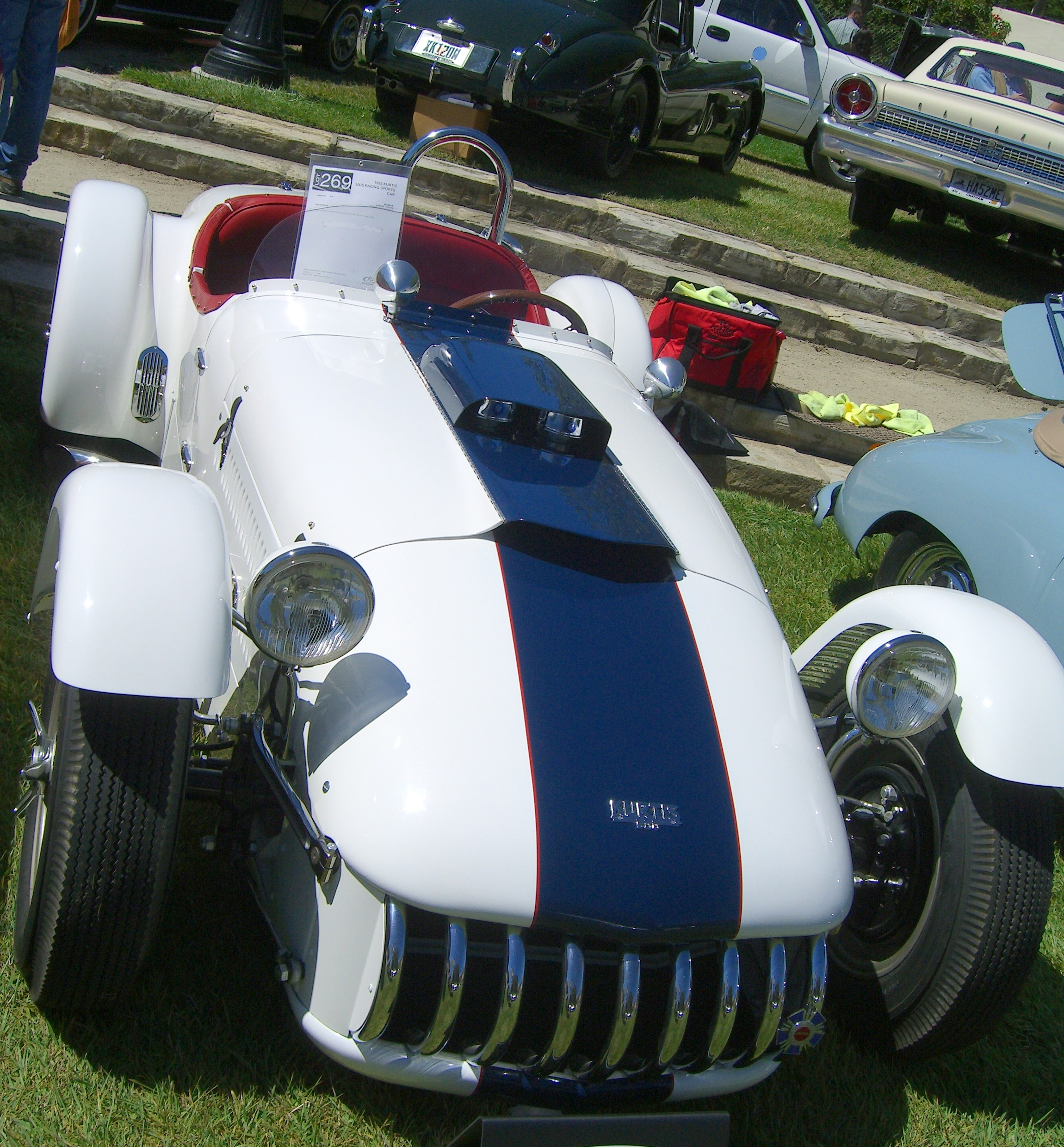
1953 Kurtis 500S, con motor Chrysler.

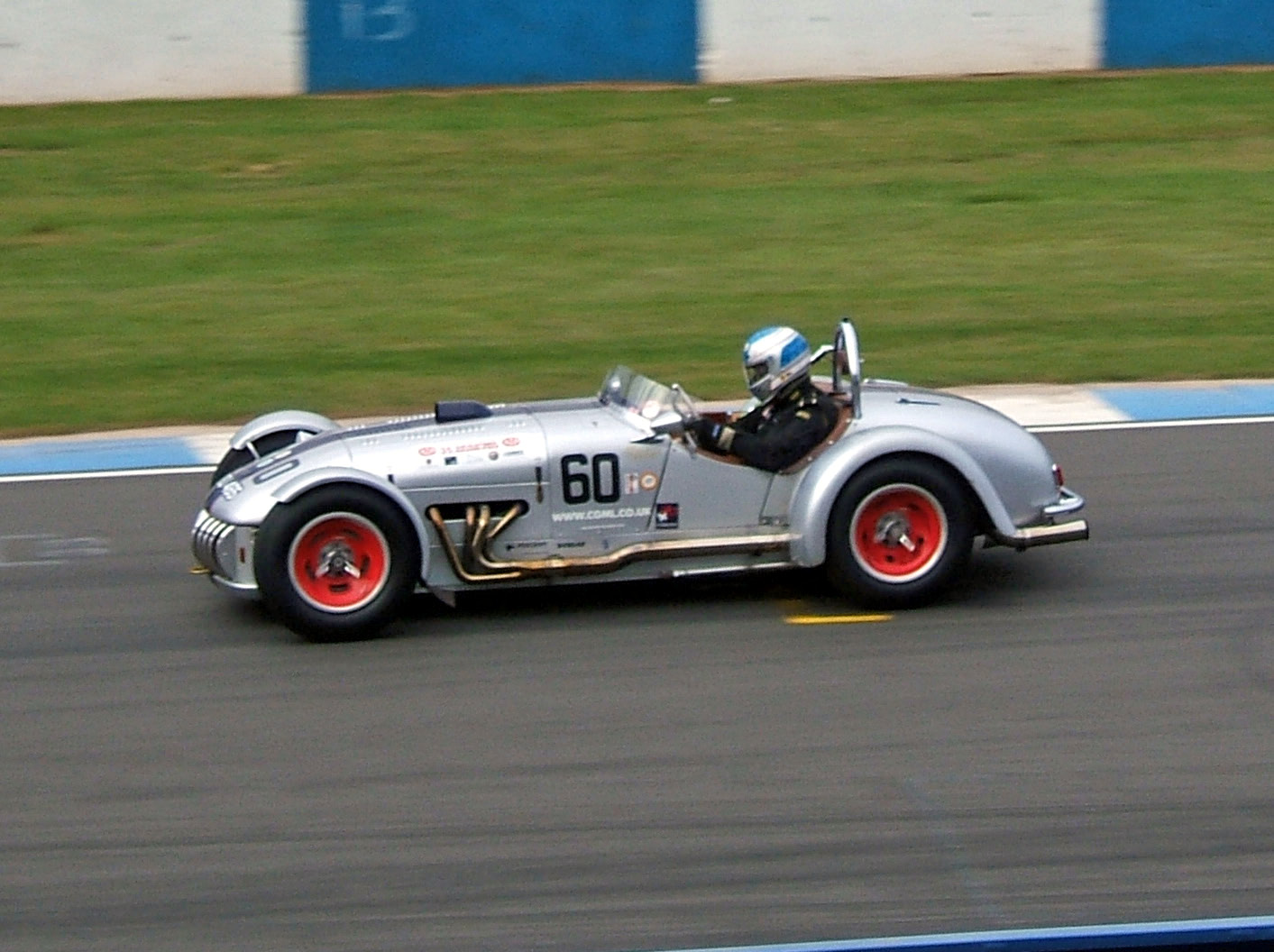
1955 Kurtis 500S

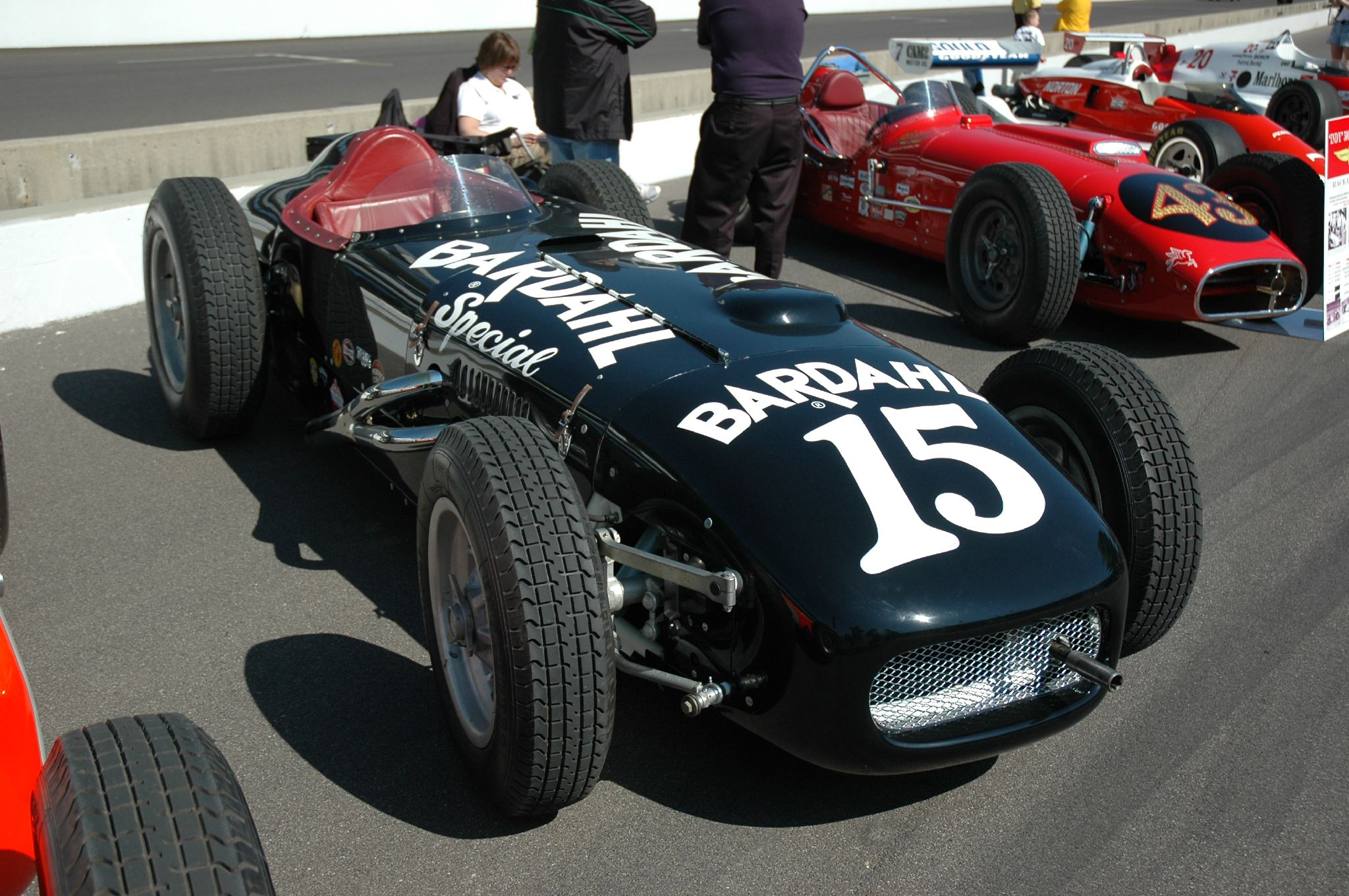
1955 Kurtis 500B Championship Car conducido por Jimmy Davies al tercer lugar en las 500 Millas de Indianápolis de 1955.

Kurtis construyó algunos autos deportivos biplaza con carrocería de fibra de vidrio muy baja bajo su propio nombre en Glendale, California, entre 1949 y 1955. Se utilizó tren de rodaje Ford (EE. UU.). Se habían fabricado alrededor de 36 Kurtis Sport Cars cuando se vendió la licencia a Earl "Madman" Muntz, quien construyó el Muntz Jet. En 1954 y 1955, se ofrecieron versiones de carretera de sus corredores de Indianápolis.
Kurtis Kraft creó 387 coches enanos, algunos listos para competir y otros sin motor o incompletos. También se vendieron piezas para varias docenas, posiblemente como "kits".  El automóvil enano con chasis Kurtis Kraft presentaba una versión más pequeña del motor Offenhauser . El Salón de la Fama Nacional de Carreras de Autos Enanos describe la combinación como "prácticamente imbatible durante más de veinte años".  Kurtis Kraft también creó 120 autos de las 500 Millas de Indianápolis, incluidos cinco ganadores. 
Kurtis vendió la parte del negocio de automóviles enanos a Johnny Pawl a fines de la década de 1950, y el negocio de un cuarto de enanos a Ralph Potter en 1962.
Frank Kurtis fue el primer no piloto incluido en el Salón de la Fama del National Midget Auto Racing Hall of Fame (EE. UU.). Zeke Justice y Ed Justice de Justice Brothers trabajaron en Kurtis-Kraft después de la Segunda Guerra Mundial. Zeke Justice fue el primer empleado de Kurtis-Kraft.
El Campeonato Mundial de Pilotos de la FIA incluyó las 500 Millas de Indianápolis entre 1950 y 1960, por lo que a muchos coches de Kurtis Kraft se les atribuye haber competido en ese campeonato. Un coche enano de Kurtis también participó en el Gran Premio de Estados Unidos de Fórmula 1 de 1959 conducido por Rodger Ward . No fue diseñado para carreras en ruta de estilo internacional y con un motor de tamaño insuficiente circuló al final del campo durante 20 vueltas antes de retirarse por problemas de embrague. 